# Muricea pinnata
Muricea pinnata är en korallart som beskrevs av Bayer 1961. Muricea pinnata ingår i släktet Muricea och familjen Plexauridae. Inga underarter finns listade i Catalogue of Life.